# Fabrizio Passarella
Fabrizio Passarella (Contarina, 22 febbraio 1953) è un artista italiano.

## Attività artistica
Le sue opere sono caratterizzate dalla commistione di varie tecniche quali disegno, pittura, collage, video arte e grafica computerizzata.
Partecipò nel 1996 alla seconda tranche della XII Quadriennale di Roma, intitolata Ultime generazioni e dedicata ai giovani attivi a partire dalla fine degli anni settanta. Fra le altre esposizioni si ricordano No border (Ravenna, 2005, insieme a Gianluca Costantini) e Retro-phuture (Roma, 2012).
Una sua opera, di proprietà del Comune di Cento, è conservata presso la Galleria d'arte moderna Aroldo Bonzagni della stessa cittadina emiliana.